# Shiraz - La città delle rose
Shiraz - La città delle rose (Septembers of Shiraz) è un film del 2015 diretto da Wayne Blair.
Film drammatico statunitense basato sul romanzo di debutto di Dalia Sofer, La città delle rose (The Septembers of Shiraz).

## Trama
Iran, 1979: durante la rivoluzione khomeinista, arrestato e torturato per presunto spionaggio dalle guardie della rivoluzione, un ricco gioielliere di origine ebrea riceve una proposta per poter riottenere la libertà ed andarsene dal paese con la sua famiglia.